# Herdenkingsmunt
Een herdenkingsmunt of gedenkmunt is een munt waarop duidelijk is gemaakt dat deze is geslagen in het teken van een belangrijke persoon of een bijzondere gebeurtenis. Vaak betreft dit een verzamelaarskwaliteit met een thema of historische gebeurtenis in onze geschiedenis. Herdenkingsmunten zijn een wettig betaalmiddel en kunnen zowel een gewone nominale waarde hebben als een afwijkende zoals 2½, 5, 10, 12½ , 20, 25, 50, 100 en hoger. Indien de nominale waarde afwijkt van de circulatiemunten is de herdenkingsmunt enkel een wettig betaalmiddel in het land van uitgifte. Zodra de munteenheid op de herdenkingsmunt (via staatsblad) uit de handel wordt genomen, verliest de herdenkingsmunt na overgangstermijn zijn wettige betaalfunctie.

## Gemeenschappelijke Europese munt
Er zijn in Europa op technisch vlak twee verschillende herdenkingsmunten te onderscheiden:
- Circulatieherdenkingsmunt: In de Europese verordening van 2014 is een herdenkingsmunt een circulatiemunt dat bestemd is om een bepaalde gebeurtenis van groot nationaal of Europees belang te herdenken. Dit is technisch gezien identiek aan een gewone circulatiemunt.[5]
- Meerwaardeherdenkingsmunt: Nationale & internationale munthuizen noemen munten met afwijkende nominale waarde (of denominatie dat meestal hoger ligt dan de reguliere munten) eveneens herdenkingsmunten,[1], in de Europese verordening van 2014 is dit gedefinieerd als verzamelaarsmunt met oog op uniform begrippenkader.[6] Op nationaal niveau worden ze beide gebruikt, net zoals verzamelaarsherdenkingsmunt. Dit is technisch gezien niet identiek aan een gewone circulatiemunt.

### Euroherdenkingsmunten
Vanaf 2004 mogen deelnemende landen in de eurozone jaarlijks een 2 euroherdenkingsmunt uitgeven voor circulatie bestemde doeleinde. Er zijn hiervoor enkele strikte voorwaarden opgesteld:
- Alleen de munt van 2 euro mag momenteel voor dergelijke uitgiften worden gebruikt
- De gezamenlijke zijde moet het Europese goedgekeurde zijn
- Enkel de nationale zijde kan worden gewijzigd
- Het ontwerp moet omringd zijn door de twaalf sterren
- Het jaar moet duidelijk vermeld staan
- Mag in verschillende uitvoeringskwaliteiten uitgegeven worden (blijft een circulatiemunt)

Vanaf 2012 werd de regeling voor circulatieherdenkingsmunten opgetrokken naar tweemaal per jaar. Uitzonderlijk kan een derde plaatsvinden, maar dan moeten alle deelnemende landen tot een consensus komen voor één gezamenlijke thema.
Er zijn momenteel 5 gezamenlijke thema's uitgegeven:
| Anno          | Thema                                               |
| ------------- | --------------------------------------------------- |
| maart 2007    | 50e verjaardag van het Verdrag van Rome             |
| januari 2009  | 10e verjaardag van de Economische en Monetaire Unie |
| januari 2012  | Tien jaar eurobankbiljetten en euromunten           |
| augustus 2015 | 30e verjaardag van de vlag van de EU                |
| juli 2022     | 35-jarig bestaan van het Erasmus-programma          |

De herdenkingsmunten van 2 euro zijn een wettig betaalmiddel in het volledige Eurogebied. De gemeenschappelijke zijde draagt de nominale waarde van 2 euro en de nationale zijde mag door het land zelf ingevuld worden met een gekozen thema. Na het indienen van een thema mag elk land zijn vetorecht stellen. Zo heeft Frankrijk zich verzet tegen het Belgische thema 'Slag bij Waterloo'. De Koninklijke Munt van België heeft daarna het thema gerecupereerd op een verzamelaarsherdenkingsmunt van 2½ euro.

### Afwijkende nominale waarde
Verdragen over de euro laten naast herdenkingsmunten van € 2 ook meerwaardeherdenkingsmunten of verzamelaarsmunten toe. Vroeger ook bijzondere munten genoemd. De afwijkende nominale waarde is onder meer geweest € 0,25, € 1,50, € 2,50, € 3 (o.a. Slovenië), € 5, € 10, € 20, € 25, € 50, € 100 en € 100.000. Verzamelaarsmunten worden met aparte muntpers geslagen en Ecofin heeft geconcludeerd, dat:
- Deze munten zullen alleen wettig betaalmiddel zijn in het land van uitgifte
- De nominale waarde mag niet één van deze acht denominaties bevatten: 1, 2, 5, 10, 20 en 50 eurocent en 1 en 2 euro
- De identiteit van de lidstaat van uitgifte moet duidelijk en gemakkelijk herkenbaar zijn
- De uitgifteprijs mag boven de nominale waarde verkocht worden
- De afbeelding van gemeenschappelijke zijde moet te onderscheiden zijn van circulatie bestemde munten
- Het ontwerp van de nationale zijde moet afwijkend zijn van gewone circulatiemunten
- De kleur, diameter en dikte moeten minstens op twee punten afwijken
- Mag niet getand zijn of de «Spanish flower»-vorm hebben; de vorm van een 20 eurocent

### Intrinsieke waarde
Sommige uitgiftes hebben bewust een steviger prijskaartje door het metaal dan eerder door de nominale waarde vermeld op de munt. Dergelijke munten worden aangeduid als beleggingsmunt omdat de intrinsieke waarde gegarandeerd hoger blijft dan de nominale waarde. Een voorbeeld is de Oostenrijkse Big Phil met nominale waarde van 100.000 euro; het weegt maar liefst 31 kg in zuiver goud en is daarom tienmaal zo groot en duizendmaal zo zwaar.

### Nederland
Soms organiseert de Nederlandse overheid (via internetconsultatie) een brainstormsessie om iedereen de kans te bieden zelf een thema of gebeurtenis in te dienen. Er wordt dan één thema gekozen uit alle inzendingen. Voorbeelden van herdenkingsmunten zijn de Jubileummunt Beatrix en het Zilveren vijftigje.
Andere voorbeelden zijn 2 euro dubbelportret uitgebracht ten tijde van de troonsbestijging van koningin Beatrix en het Voetbalvijfje. Deze muntstukken hebben een andere beeldenaar dan circulatiemunten.

### België
In het UZ Gent, is er in 2022, een hulde gebracht aan de zorgsector met 2 euro herdenkingsmunt met daarop de tekst ‘DANKE - MERCI – DANK U’. Hiervan zijn uitzonderlijk 2 miljoen geslagen die nu in omloop circuleren. De Koninklijke Munt van België sloeg ook al herdenkingsmunten met een ongewone nominale waarde van 2,5 euro. Deze zijn terug te vinden in Belgische muntsets van 2019.

## Oude nationale valuta
Het concept van herdenkingsmunt is niet nieuw. Vóór de invoering van de Euro sloegen deelnemende landen ook al munten met een thema in eigen munteenheid zoals de Nederlandse Gulden, Belgische Frank, Duitse Mark, enz. Na het ontmunten ervan betekende dit ook het einde in deze valuta. Herdenkingsmunten met de oude valuta hebben hedendaags geen wettige betaalwaarde meer maar wel een stabiele verzamelwaarde.
Alle Europeanen samen hebben voor 8,5 miljard euro aan oude valuta door de jaren heen opgepot. Het gaat mogelijk om vergeten spaargeld, aandenkens en muntverzamelaars. In sommige landen zoals Duitsland kunnen er nog oude nationale herdenkings(munten) & bankbiljetten ingewisseld worden bij de Nationale Centrale Bank. De volledige Eurozone heeft hiervoor een inwisselingstermijn bepaald voor munten & bankbiljetten; wat tevens ook geldig is voor oude herdenkingsmunten -en verzamelaarsmunten:
| Nationale Centrale Bank                                    | Bankbiljetten      | Munten             |
| ---------------------------------------------------------- | ------------------ | ------------------ |
| Duitsland, Estland, Ierland, Letland, Litouwen, Oostenrijk | Onbeperkt          | Onbeperkt          |
| Portugal                                                   | Verstreken in 2022 | Verstreken in 2002 |
| België, Luxembourg                                         | Onbeperkt          | Verstreken in 2004 |
| Griekenland                                                | Verstreken in 2012 | Verstreken in 2004 |
| Frankrijk                                                  | Verstreken in 2012 | Verstreken in 2005 |
| Nederland                                                  | 1 januari 2032     | Verstreken in 2007 |
| Cyprus                                                     | Verstreken in 2017 | Verstreken 2009    |
| Malta                                                      | Verstreken in 2018 | Verstreken in 2010 |
| Finland, Italië                                            | Verstreken in 2012 | Verstreken in 2012 |
| Slowakije                                                  | Onbeperkt          | Verstreken in 2013 |
| Slovenië                                                   | Onbeperkt          | Verstreken in 2016 |
| Spanje                                                     | Verstreken in 2020 | Verstreken in 2020 |
| Kroatië                                                    | Onbeperkt          | 31 december 2025   |

## Herdenkingsmedaille
Een herdenkingsmedaille is niet hetzelfde als een herdenkingsmunt. Herdenkingsmedailles behoren niet tot de herdenkingsmunten en verzamelaarsmunten maar zijn vergelijkbaar met tokens, penningen en eretekens. Herdenkingsmedailles kunnen wel eventueel een extra toevoeging zijn bij officiële en officieuze uitgiftes zonder wettig betaalmiddel te zijn.

### LijstEU
- Finse meerwaardeherdenkingsmunten
- Franse meerwaardeherdenkingsmunten
- Ierse meerwaardeherdenkingsmunten
- Italiaanse meerwaardeherdenkingsmunten
- Luxemburgse meerwaardeherdenkingsmunten
- Nederlandse meerwaardeherdenkingsmunten
- Oostenrijkse meerwaardeherdenkingsmunten
- Portugese meerwaardeherdenkingsmunten
- Spaanse meerwaardeherdenkingsmunten

### Lijst buiten de EU
- Monegaskische meerwaardeherdenkingsmunten